# نيونيلي
نيونيلي، (بالإنجليزية: Neoneli)‏، (سردينيا: نيونيل)، هي بلدية، في مقاطعة أوريستانو، في إقليم سردينيا الإيطالي، وتقع على بعد حوالي 100 كيلومتر (62 ميل) إلى الشمال من كالياري، وحوالي 35 كم (22 ميل) شمال شرق أوريستانو.

## السكان
في سنة 1861 بلغ عدد السكان 869 نسمة، وتطور العدد ليصل في سنة 2011 لـ 713 نسمة.
يظهر هذا المخطط البياني تطور النمو السكاني لـ نيونيلي